# 爱丽丝·戴
爱丽丝·罗斯·戴（1999年1月31日—）是英国残疾人游泳运动员，残障等级S8、SB8和SM8。其多次代表英国参加欧锦赛、世锦赛、共运会及残奥会，且均有得到金牌。

## 个人经历
戴于1999年生于英格兰普爾，长在新米尔顿。其父母为华人信息技术专家史蒂夫（Steve）和教师安吉拉（Angela）。她有一个名叫克里斯蒂安的兄弟。
戴患有先天性双侧马蹄足（马蹄内翻足），12岁前做了14次矫正手术以缓解症状，有时康复期须长时间使用轮椅。2022年1月，因右脚疼痛加剧，戴遂截去了膝下右腿。
戴曾就读于密德薩斯大學，2023年毕业，持有一等神经科学学士学位。

## 游泳生涯
戴氏八岁时开始在新米尔顿海鸥游泳俱乐部练泳。直到2010年冬，家人方了解戴或将被分入残疾人组别。2011年，戴被评为S10级，得以参加国际赛事。2012年，戴在谢菲尔德举办的英国国际残疾游泳锦标赛展露锋芒 ，获得青年组NC类（Nutella-Classification）400米自由泳决赛银牌，仅次于艾米·马伦。
戴在2013年于高阶赛事取得了成功。她进入了英国国际残疾游泳锦标赛的三项高级项目决赛。随后又在谢菲尔德ASA全国锦标赛的50米自由泳MC级和100米自由泳MC级分获第三和第二。2014年1月，戴等四名英国游泳运动员参加圣保罗巴西学校运动会。她获得了50米自由泳和仰泳S10级金牌和50米蛙泳SB9级银牌，再度不敌队友艾米·马伦。她在格拉斯哥残疾人游泳世锦赛上表现出色，因而入选英国队。
2014年夏，戴随团前往埃因霍温参加欧锦赛。她报名了五个项目：50米自由泳S10级、100米自由泳S10级、400米自由泳S10级、100米仰泳S10级和4×100米自由泳混合接力34分。戴在50米自由泳项目名落第七，在100米混合泳中以0.31秒之差屈居第四，险登领奖台，但其他三项仍有奖牌入账——400米自由泳（铜），100米仰泳（银），并与队友斯蒂芬妮·米尔沃德、苏珊娜·罗杰斯和斯蒂芬妮·斯莱特获得100米自由泳接力赛金牌。
次年，戴等18名队员入选2015年格拉斯哥世锦赛英国代表团名单。其被分配到七个项目。戴在50米自由泳S10级、100米自由泳S10级和400米自由泳S10级预赛即告出局，其余四项均入前三。比赛第四天，戴获100米仰泳S10级铜牌，并在不到两个小时后的4×100米自由泳接力赛获得团体铜牌，次于澳大利亚和美国。次日，戴在100米蝶泳S10级紧随波兰运动员奥利维亚·雅布隆斯卡，获得第三枚铜牌；最终戴以女子4×100米混合泳接力34分比赛（同赛选手克莱尔·卡什莫尔, 塔利·卡尼和苏珊娜·罗杰斯）团体金牌收尾。
里约残奥会期间，戴及其团队在4×100米混合泳接力34分比赛夺金，又在100米仰泳S10级比赛获得铜牌。
戴于2018年黄金海岸共运会100米仰泳比赛获得金牌，险些打破英国记录，但这也是英格兰第100枚英聯邦運動會游泳金牌。她又取得100米自由泳S9级决赛参赛资格，惟最终冲刺时与金牌失之交臂，获得银牌。2019年伦敦世锦赛，戴在七个项目中获得六枚金牌，惟在200米个人混合泳SM8级比赛排名第四。
因肘部受伤，戴于2021年6月不得不退出因疫情延期的2020年夏季帕拉林匹克運動會，其友格蕾丝·哈维及其他队员参赛如常。
2022年7月，戴在伯明翰共运会获得100米仰泳S8级金牌，彼时她右腿截肢不过数月。
2024年巴黎残奥会，戴在50米自由泳、100米蛙泳S8级比赛夺金，另在400米自由泳S8级、100米蝶泳SB8级和200米个人混合泳SM8级比赛分获一银二铜。

## 所获奖项
2017年新年授勋仪式上，戴因在游泳领域的贡献被授予英帝国员佐勋章。
2017年3月，戴在倫敦希爾頓公園徑举办的莱卡莫比尔英国种族多元化体育奖（British Ethnic Diversity Sports Awards, BEDSAs）颁奖仪式上荣获青年体育信托年度青年运动员奖。
2019年11月，戴获《星期日泰晤士报》评为年度残疾人运动员。
2025年新年授勋仪式上，戴因在游泳领域的贡献被授予英帝国官佐勋章。